# Campionato sudafricano di Formula 1 1965
La stagione 1965 del Campionato sudafricano di Formula 1 fu la sesta della serie. Partì il 9 gennaio e terminò  il 28 novembre, dopo 14 gare. Il campionato venne vinto da John Love che utilizzò una Cooper-Coventry Climax. Il pilota rhodesiano si aggiudicò 13 gare sulle 14 nel calendario.

## Risultati e classifiche

### Risultati
| Gara | Gran Premio                | Circuito                                       | Data        | Vincitore    | Vettura               |
| ---- | -------------------------- | ---------------------------------------------- | ----------- | ------------ | --------------------- |
| 1    | Cape South Easter Trophy   | Killarney Motor Racing Complex, Città del Capo | 9 gennaio   | Paul Hawkins | Brabham-Ford Cosworth |
| 2    | Rand Autumn Trophy         | Circuito di Kyalami                            | 6 marzo     | John Love    | Cooper-Climax         |
| 3    | Coronation 100             | Circuito di Roy Hesketh, Pietermaritzburg      | 19 aprile   | John Love    | Cooper-Climax         |
| 4    | Bulawayo 100               | Circuito di Kumalo                             | 23 maggio   | John Love    | Cooper-Climax         |
| 5    | Republic Day Trophy        | Circuito di Kyalami                            | 5 giugno    | John Love    | Cooper-Climax         |
| 6    | Natal Winter Trophy        | Circuito di Roy Hesketh, Pietermaritzburg      | 20 giugno   | John Love    | Cooper-Climax         |
| 7    | Salisbury 100              | Circuito di Kumalo                             | 27 giugno   | John Love    | Cooper-Climax         |
| 8    | Border 100                 | Circuito di East London                        | 12 luglio   | John Love    | Cooper-Climax         |
| 9    | Governor General Cup       | Circuito di Lorenço Marques                    | 25 luglio   | John Love    | Cooper-Climax         |
| 10   | Rand Winter Trophy         | Circuito di Kyalami                            | 7 agosto    | John Love    | Cooper-Climax         |
| 11   | Pat Fairfield Trophy       | Circuito di Roy Hesketh, Pietermaritzburg      | 22 agosto   | John Love    | Cooper-Climax         |
| 12   | Van Ribbeck Trophy         | Killarney Motor Racing Complex, Città del Capo | 4 settembre | John Love    | Cooper-Climax         |
| 13   | Rand Spring Trophy         | Circuito di Kyalami                            | 2 ottobre   | John Love    | Cooper-Climax         |
| 14   | Gran Premio della Rhodesia | Circuito di Kumalo                             | 28 novembre | John Love    | Cooper-Climax         |